# Hippocampus paradoxus
Hippocampus paradoxus är en fiskart som beskrevs av Foster och Martin F. Gomon 2010. Hippocampus paradoxus ingår i släktet Hippocampus och familjen kantnålsfiskar. Inga underarter finns listade i Catalogue of Life.